# Крепкогорская, Муза Викторовна
Му́за Ви́кторовна Крепкого́рская (9 июля 1924, Москва, СССР — 26 июня 1999, Москва, Россия) — советская и российская киноактриса; заслуженная артистка РСФСР (1989).
Жена киноактёра, народного артиста РСФСР Георгия Юматова.

## Биография
Родилась 9 июля 1924 года в Москве в семье музыканта Виктора Гавриловича Крепкогорского (1890—1936), который был одним из аккомпаниаторов Шаляпина, и Лидии Ивановны Крепкогорской (1904—1968),  потомственной дворянки.
Когда в середине 1930-х годов начались «чистки», Виктор Крепкогорский, испугавшись, что вместе с ним заберут жену и детей, покончил жизнь самоубийством. Когда Муза нашла фотографию отца вместе с Фёдором Шаляпиным, она тут же разорвала её в клочья: «Ненавижу! Как он мог так с нами поступить!» Эту тему в их семье никогда не поднимали.
По настоянию матери сразу после школы Крепкогорская поступила на биофак МГУ и одновременно, но уже втайне от родни, во ВГИК. Только проучившись там семестр, Муза призналась матери, что твёрдо решила стать актрисой.
Окончив в 1948 году актёрский факультет ВГИКа (мастерская Сергея Герасимова и Тамары Макаровой), актриса была зачислена в Театр-студию киноактёра.
Во время съёмок фильма «Молодая гвардия» актриса познакомилась с молодым актёром Георгием Юматовым, вскоре они поженились (детей в браке не было).
В 1950-е годы актриса много снималась — играла весёлых, озорных девушек. Со временем её стали приглашать лишь на эпизодические роли. Желая помочь кинокарьере своей супруги, Георгий Юматов добивался от режиссёров ролей для неё.
Скончалась 26 июня 1999 года в Москве на 75-м году жизни. Похоронена на Ваганьковском кладбище рядом с матерью и мужем.

## Фильмография
- 1945 — Это было в Донбассе — партизанка, подруга Лены
- 1947 — Поезд идёт на восток — пассажирка в поезде, геолог
- 1948 — Молодая гвардия — Лазаренко
- 1948 — Путь славы — Катя
- 1949 — Счастливый рейс — подруга Фени
- 1950 — Щедрое лето — Дарья Тарасовна, звеньевая полеводческой бригады
- 1952 — Незабываемый 1919 год — горничная Лиза
- 1953 — Случай в тайге — Катя Волкова
- 1954 — Чемпион мира — Зина
- 1954 — Анна на шее — прихожанка
- 1955 — Гвоздь программы
- 1955 — Ляна — Параскица
- 1955 — Пути и судьбы
- 1956 — Разные судьбы — Галя
- 1957 — В погоне за славой — Зиночка
- 1957 — Рядом с нами — Валя Назаренко
- 1957 — Белая акация — Катя
- 1958 — Очередной рейс — Тося, подруга Ксении
- 1959 — Любовью надо дорожить — Полина Савчук
- 1959 — Прошлое лето — Таня
- 1961 — Академик из Аскании — Ольга, ученица Иванова
- 1961 — Две жизни — Фрося, швея
- 1963 — Первый троллейбус — диспетчер в троллейбусном парке
- 1964 — Сказка о потерянном времени — мама Пети
- 1964 — Хотите — верьте, хотите — нет… — Дуся Шульгина
- 1965 — Чёрный бизнес
- 1966 — Не забудь… станция Луговая — Ирина Сергеевна
- 1967 — Пока гром не грянет (короткометражный) — Раиса Павловна, жена Феди
- 1968 — Огонь, вода и… медные трубы — Софьюшка
- 1969 — Если есть паруса — Татьяна Васильевна
- 1970 — Один из нас — профсоюзная активистка
- 1970 — Опекун — Тата
- 1970 — Валерка, Рэмка +... — мама Валерки
- 1971 — Офицеры — Анна Васильевна, мать Маши
- 1972 — Красно солнышко — Агнюша
- 1973 — Нейлон 100% — Муза Лошатникова, артистка
- 1974 — Любовь земная — Варя Чёрная
- 1974 — Одиножды один — тётя Наташа, соседка Нины
- 1975 — Не может быть! (фильм «Свадебное происшествие») — жена певца
- 1975 — Шторм на суше — мама Феди
- 1976 — Розыгрыш — Руфина Андреевна, учительница
- 1977 — Судьба — Варя Чёрная
- 1978 — Кот в мешке — помощник режиссёра
- 1979 — Москва слезам не верит — генеральша
- 1980 — Особо важное задание — гостья
- 1980 — У матросов нет вопросов — проводница
- 1980 — В начале славных дел — Воробьиха
- 1981 — Наше призвание — мать Ваньки
- 1981 — Они были актёрами — Анна Панкратьевна Каблукова
- 1981 — Отставной козы барабанщик — Надёжка
- 1982 — Женатый холостяк — пассажирка с котом
- 1983 — Отцы и дети — Арина Власьевна, мать Базарова
- 1983 — Я, сын трудового народа — тётка на рынке
- 1984 — Второй раз в Крыму — бабушка Коли и Алёны
- 1985 — Внимание! Всем постам… — женщина, у которой украли кошелёк
- 1985 — Опасно для жизни! — шахматистка
- 1985 — Поездки на старом автомобиле — тётя Маша, уборщица на стадионе
- 1986 — Аэропорт со служебного входа — начальник службы питания
- 1986 — Наградить (посмертно) — женщина на пароме
- 1986 — Покушение на ГОЭЛРО — работница завода в Краснотальске
- 1987 — Пять писем прощания — эпизод
- 1987 — Топинамбуры — тётя Маша
- 1988 — Семь дней Надежды — Зоя Ивановна, секретарь Трофимова
- 1989 — Молодой человек из хорошей семьи — Антонина Васильевна, метрдотель
- 1989 — Частный детектив, или Операция «Кооперация» — соседка
- 1990 — Похороны Сталина — эпизод
- 1991 — Анна Карамазофф — эпизод
- 1992 — Грех — Фрося, консьержка
- 1992 — На Дерибасовской хорошая погода, или На Брайтон-Бич опять идут дожди — прихожанка в храме
- 1994 — Будулай, которого не ждут — хозяйка квартиры
- 1999 — Транзит для дьявола — Кузина